# Per Odensten
Per-Erik Vilhelm Odensten, känd som Per Odensten, född 4 oktober 1938 i Karlskrona, död 10 juli 2023 i Nässjö, var en svensk författare. Han var 1982 nominerad till Nordiska rådets litteraturpris för romanen Gheel, de galnas stad. Han har tilldelats bland annat Svenska Dagbladets litteraturpris och Doblougska priset av Svenska Akademien och är översatt till flera språk. Romanen Andningskonstnären nominerades till Sveriges Radios romanpris 2014.

## Priser och utmärkelser
- 1981 – Tidningen Vi:s litteraturpris
- 1983 – TCO:s kulturpris
- 1999 – Svenska Dagbladets litteraturpris
- 2000 – Östrabopriset
- 2000 – Doblougska priset
- 2016 – Stina Aronsons pris
- 2022 – Doblougska priset[3]